# Приворотень густозубчастий
Приворотень густозубчастий, при́воротень густозу́бий (Alchemilla crebridens) — вид квіткових рослин родини трояндових (Rosaceae).

## Біоморфологічна характеристика
Багаторічник 10–25 см. Квітконіжки та гіпантії голі чи майже так. Прикореневі листки округлі, з неглибокими надрізами між довгастими дрібнозубчастими лопатями (зубців по 5–8, лопатей 9–11).

## Поширення
Ендемік Криму, Україна.
В Україні росте на гірських луках, лісових узліссях — у гірському Криму, звичайний.